# Asprocottus korjakovi
Asprocottus korjakovi is een straalvinnige vissensoort uit de familie van de diepwaterdonderpadden (Abyssocottidae). De wetenschappelijke naam van de soort is voor het eerst geldig gepubliceerd in 2001 door Sideleva.